# جزيرة باجانغان
جزيرة باجانغان وهي جزيرة من جزر إندونيسيا، وتقع ضمن جزر سومينيب في إقليم جاوة الشرقية.